# British Rail 21 sorozat (MaK)
A British Rail 21 sorozat TOPS-besorolás második alkalmazása a brit vasúthálózaton használt mozdonyok esetében a Csatorna-alagút megnyitását követően beszerzett dízel-hidraulikus és dízel-villamos mozdonyok használata révén történt. Az eredetileg négy különböző típusú (Vossloh G 1000 BB, MaK DE 1004, MaK DE 6400 és Vossloh G 1206),  összesen 16 mozdonyt két különböző üzemeltető szerezte be, amelyek közül néhányat teherszállításra, a többit pedig szolgálati vonatok meghajtására és „Thunderbird” műszakimentő-mozdonyként használták.

## Történet
Az 1980-as évek elején a Maschinenbau Kiel bemutatta a MaK DE 1002 típusú dízel-elektromos mozdonyát, amelyet a Nederlandse Spoorwegen a 6400-as sorozatú tehermozdony alapjául választott. 1991-ben a Eurotunnel öt hasonló mozdonyt szerzett be 0001-es sorozatú mozdonyként, amelyeket a Csatorna-alagúton keresztül közlekedő szerelvények üzemeltetésére és mentőmozdonyként is használtak.
2005-ben az English, Welsh and Scottish Railway (EWS) franciaországi székhellyel megalapította a Euro Cargo Rail (ECR) árufuvarozó vállalatot. Ez kezdetben négy Vossloh G 1206 dízel-hidraulikus mozdonnyal működött. Ugyan ezeket a mozdonyokat franciaországi használatra szánták, a tervek szerint a karbantartást a Eurotunnel cheritoni termináljához közel, az EWS Dollands Moor-i telephelyén végezték volna. Mivel így a mozdonyok Nagy-Britannia vasúthálózatára is bejártak, ezért a TOPS rendszerben 21-es sorozatba tartozó számokat kaptak. A vállalat 2007-ben további kettő hasonló, G 1000 BB mozdonyt is beszerzett.
2009-ben a Eurotunnel öt mozdonyát jelentős mértékben használták a súlyos havazást követő mentési műveletekhez. Ennek következtében a vállalat felismerte, hogy szükség van ezen egységek nagyobb rendelkezésre állására, ezért 2010 novemberében a DB Schenker Nederlandtól további kettő 6400-as sorozatú mozdonyt szerzett be. Ezzel egyidejűleg a Eurotunnel is bejegyezte mozdonyait a TOPS-rendszerbe – az ECR mozdonyok külső hasonlósága miatt a Eurotunnel mozdonyait is 21-es sorozatba sorolták. A Eurotunnel 2016-ban további három használt mozdonyt vásárolt Hollandiából.

## Járműállomány
| Sorozat | Üzemeltető      | Darab | Gyártás éve | TOPS-számtartomány | Egyéb számok         | Típus     | Megjegyzés                                |
| ------- | --------------- | ----- | ----------- | ------------------ | -------------------- | --------- | ----------------------------------------- |
| 21/5    | Euro Cargo Rail | 4     | 2005–2006   | 21544–21547        | FB1544–FB1547        | G 1206    | 21544–21545 kikerült a TOPS-adatbázisából |
| 21/6    | Euro Cargo Rail | 2     | 2005–2006   | 21610–21611        | FB1610–FB1611        | G 1000 BB |                                           |
| 21/9    | Getlink         | 10    | 1990–1992   | 21901–21905        | 0001–0005            | DE 1004   | Az eredeti Eurotunnel-mozdonyok           |
| 21/9    | Getlink         | 10    | 1990–1992   | 21906–21907        | NS6456–NS6457        | DE 6400   | 2010-ben a DB-től vásárolva               |
| 21/9    | Getlink         | 10    | 1990–1992   | 21906–21907        | 0006–0007            | DE 6400   | 2010-ben a DB-től vásárolva               |
| 21/9    | Getlink         | 10    | 1990–1992   | 21908–21910        | NS6450–NS6451 NS6447 | DE 6400   | 2016-ban a DB-től vásárolva               |
| 21/9    | Getlink         | 10    | 1990–1992   | 21908–21910        | 0008–0010            | DE 6400   | 2016-ban a DB-től vásárolva               |

## Fordítás
- Ez a szócikk részben vagy egészben  a   British Rail Class 21 (MaK) című angol Wikipédia-szócikk ezen változatának fordításán alapul.  Az eredeti cikk szerkesztőit annak laptörténete sorolja fel. Ez a jelzés csupán a megfogalmazás eredetét és a szerzői jogokat jelzi, nem szolgál a cikkben szereplő információk forrásmegjelöléseként.